# Église grecque-catholique hongroise
L'Église grecque-catholique hongroise (en hongrois : magyar görög katolikus egyház ; en ruthène : Угорська ґрекокатолицька Цеpькoв), également appelée Église gréco-catholique hongroise, ou Église catholique byzantine hongroise est une des Églises catholiques orientales. Le chef de l'Église porte le titre d'Éparque métropolitain de Hajdúdorog des Byzantins, avec résidence à Debrecen en Hongrie (titulaire actuel : Fülöp Kocsis, nommé le 2 mai 2008).

## Histoire
Les grecs-catholiques hongrois étaient anciennement principalement localisés dans le nord-est de la Hongrie. Cette région était historiquement peuplée par des orthodoxes des Carpates (ruthènes et roumains). Une partie des serbes fuyant l'invasion turque s'installèrent ensuite en Hongrie, tandis que la majorité des serbes arrivaient dans ce qui constitue maintenant la Serbie.
Lorsque les Turcs furent chassés de Vienne en 1683 puis de Buda et du centre de la Hongrie en 1686, les ruthènes et les slovaques s'installèrent dans les territoires abandonnés. Ils étaient alors rattachés à l'éparchie Ruthène de Mukachevo.
Au cours des XIIe et XVIIIe siècles, pendant les conflits contre les protestants, de nombreux Hongrois rejoignirent l'Église grecque-catholique et adoptèrent le rite byzantin en lieu et place du rite romain.
Le Hongrois commença alors à être utilisé dans la liturgie byzantine. En 1795, une traduction de la liturgie de Jean Chrysostome en langue hongroise est publiée, aux seules fins d'en favoriser l'étude. En 1862, apparait un manuel contenant  les parties chantées par l'assistance. Les représentants de 58 paroisses de langue hongroise se réunissent 1868 et créent une organisation pour promouvoir l'usage liturgique du Hongrois et la création d'une éparchie séparée et en 1882 sont publiés, sans approbation ecclésiastique formelle, une traduction hongroise de la Liturgie de Saint Jean Chrysostome pour un usage courant et d'autres textes liturgiques.
Le 8 juin 1912, le pape Pie X établit l'éparchie de Hajdúdorog. Il limite cependant l'usage du Hongrois aux fonctions non-liturgiques, imposant le Grec comme langue propre de la liturgie. Un délai de trois ans est accordé pour se conformer à ces dispositions. Et en raison de la Première Guerre mondiale, ce délai a été prorogé sine die de sorte que le Hongrois est resté la langue liturgique de l'éparchie.
À l'issue de la guerre, les frontières des nations d'Europe centrale sont redessinées et, des 168 paroisses que comptait l'éparchie avant le conflit, seules 90 sont toujours en Hongrie après guerre. Le pays compte également 21 paroisses de l'éparchie de Prešov et une paroisse de l'éparchie de Mukacevo. Le 4 juin 1924, ces 22 paroisses sont réunies au sein de l'exarchat apostolique de Miskolc alors considéré comme une juridiction de l'Église grecque-catholique ruthène car utilisant le Slavon comme langue liturgique, avant d'être intégré à l’Église grecque-catholique hongroise.
Le territoire de l’Éparchie correspondait initialement à celui de l'archidiocèse d'Eger auquel s'ajoutait Budapest. Mais le 17 juillet 1980, sa juridiction a été étendue à l'ensemble de la Hongrie, hors territoire de l'exarchat apostolique de Miskolc.
L’Église est réorganisée le 20 mars 2015, le pape François procédant à l'élévation de l'éparchie de Hajdúdorog en éparchie métropolitaine sui iuris avec comme suffragants l'éparchie de Miskolc, précédemment exarchat apostolique et l'éparchie de Nyíregyháza nouvellement créée par démembrement de l'éparchie de Hajdúdorog.

## Organisation
L'Église grecque-catholique hongroise est composée de trois entités en Hongrie :
- Archéparchie métropolitaine de Hajdúdorog, historiquement magyarophone, liée au Hajdúság, avec siège à Debrecen;
  - Éparchie de Miskolc, principalement structurée autour de la minorité ruthène de Hongrie;
  - Éparchie de Nyíregyháza créée en 2015 par démembrement de celle de Hajdúdorog.

En 2017, l'Église compte 188 paroisses en Hongrie.
Quelques paroisses en Amérique du Nord, dont au Canada, un doyenné hongrois qui dépend de l'Éparchie catholique ukrainienne de Toronto et aux États-Unis placées sous la juridiction de l'archéparchie de Pittsburgh archéparchie de Pittsburg des Ruthènes.

## Relations avec les autres Églises
Pour éviter que les paroisses de rite latin et les paroisses de rite byzantin ne se chevauchent, les évêques des deux rites ont attribué aux paroisses un curé selon le rite majoritaire. Les prêtres locaux connaissent généralement les deux rites et ainsi, notamment pendant les vacances, les prêtres uniates peuvent remplacer leur collègue latin et vice-versa.